# Ceratophora tennentii
Espèce
Statut de conservation UICN

 EN B1+2bc : En danger
Ceratophora tennentii est une espèce de sauriens de la famille des Agamidae.

## Répartition
Cette espèce est endémique du Sri Lanka.

## Description
Ceratophora tennentii peut dépasser les 20 centimètres, queue comprise.

## Étymologie
Cette espèce est nommée en l'honneur de James Emerson Tennent.

## Publication originale
- Tennent, 1861 : Sketches of Natural History of Ceylon. p. 1-600 (texte intégral).